# Lucillo (ort)
Lucillo är en ort i Spanien.   Den ligger i provinsen Provincia de León och regionen Kastilien och Leon, i den nordvästra delen av landet, 300 km nordväst om huvudstaden Madrid. Lucillo ligger 1 219 meter över havet och antalet invånare är 470.
Terrängen runt Lucillo är varierad, och sluttar österut. Runt Lucillo är det mycket glesbefolkat, med 6 invånare per kvadratkilometer. Närmaste större samhälle är Luyego, 7,5 km sydost om Lucillo. 